# Augusto Montesdeoca
Augusto César Montesdeoca Galagorri (Mercedes, Soriano, 26 de setiembre de 1938 - 17 de setiembre de 2005) fue un abogado y político uruguayo que ocupó los cargos de intendente de Florida entre 1985 y 1990, ministro de Industria y Energía (luego de Industria, Energía y Minería) en 1990-1992 y vicepresidente de la Administración Nacional de Puertos (ANP) entre 1995 y 1998.

## Primeros años
Nació en Mercedes, Soriano, el 26 de setiembre de 1938, pero un año después se mudó con su familia a la localidad de Chamizo en el departamento de Florida.
Cursó estudios en la Facultad de Derecho de la Universidad de la República, donde se graduó como abogado en 1968.Ejerció su profesión en forma liberal, siendo también defensor de oficio.
Fue asimismo funcionario de la entonces Dirección Nacional de Correos, ocupando sucesivamente cargos de técnico procurador,subdirectory director de departamento abogado.Renunció a dicho cargo en 1990.

## Primera candidatura a diputado
Adherente al Partido Colorado desde su juventud, en las elecciones de 1971 fue candidato a la Cámara de Representantes por el departamento de Florida para la XLI Legislatura, por las listas 17 (fórmula presidencial Amílcar Vasconcellos-Manuel Flores Mora), 87(fórmula Jorge Batlle-Renán Rodríguez), 340(fórmula Juan Luis Pintos-José María Torielli) y 3315(fórmula Vasconcellos-Flores Mora) pertenecientes al sublema Por un gobierno colorado y batllista para Florida, las que obtuvieron 225, 346, 96 y 387 votos respectivamente, totalizando 1.054. El total de votos para el sublema fue de 5.485, siendo superados a la interna colorada por el sublema Unión Nacional Reeleccionista del presidente Jorge Pacheco Areco que obtuvo 13.380,´resultando electo diputado colorado por Florida el candidato más votado dentro del mismo, Juan Justo Amaro.

## Intendente de Florida
En las elecciones de 1984, celebradas el 25 de noviembre de dicho año y que marcaron el final de la dictadura cívico militar iniciada en 1973, Montesdeoca fue candidato a la Intendencia de Florida por el Partido Colorado,acompañando a nivel nacional a la fórmula presidencial Julio María Sanguinetti-Enrique Tarigo. 
En la elección departamental, el Partido Colorado, con 20.215 votos, se impuso al Partido Nacional, que obtuvo 18.411. Dentro del lema triunfador, el sublema Batllismo (Lista 222) que postulaba a Montesdeoca, resultó triunfador con 9.655 votos,resultando por ende electo intendente de Florida.
Asumió su cargo como Intendente el 15 de febrero de 1985, sucediendo al último jefe comunal interventor designado por la dictadura militar, coronel Ramón J. Rivas.
En las elecciones de 1989 Montesdeoca no se postuló como candidato a la reelección, por lo que completó la totalidad del mandato de cinco años al frente de la Intendencia. Las elecciones departamentales fueron ganadas por el Partido Nacional y dentro del mismo por Cono Brescia, quien sucedió a Montesdeoca como Intendente el 15 de febrero de 1990.

## Ministro de Industria, Energía y Minería
Pocas semanas después, el 1 de marzo de 1990, Montesdeoca fue nombrado por el nuevo presidente Luis Alberto Lacalle como ministro de Industria y Energía, sucediendo a Jorge Presno.
Acompañado por Gustavo Cersósimo como subsecretario, ocupó la titularidad de la cartera durante casi dos años, la que a partir de enero de 1991 pasó a denominarse Ministerio de Industria, Energía y Minería en virtud del artículo 288 de la ley de Presupuesto N° 16.170.
En febrero de 1992 la mayoría de los sectores del Partido Colorado resolvieron retirar a sus integrantes del gabinete de Lacalle, permaneciendo solamente el sector Unión Colorada y Batllista de dicho partido dentro del gobierno. Montesdeoca dejó entonces su cargo y lo reemplazó como ministro el pachequista Eduardo Ache.

## Nueva candidatura a la Intendencia
Adherente al Foro Batllista tras su separación de la lista 15 en 1990, en las elecciones de 1994 Montesdeoca fue nuevamente candidato a la Intendencia de Florida, por el sublema Acuerdo y dentro del mismo por las listas 112, 318, 2008 y 2323,acompañando la fórmula presidencial Sanguinetti-Hugo Batalla. 
A nivel departamental el Partido Colorado obtuvo 17.484 votos, triunfando sobre el Partido Nacional (16.958) y el Frente Amplio (7.962). Pero la candidatura de Montesdeoca obtuvo 5.407 votos y el sublema Acuerdo un total de 6.592 votos, siendo superado por el sublema Por un gobierno de unidad colorada para Florida, con 10.627 votos,resultando electo por ende su candidato, Juan Justo Amaro, (miembro del sector Lista 15 que respaldaba a nivel nacional la candidatura presidencial de Jorge Batlle) como Intendente de Florida para el período 1995-2000.

## Vicepresidente de la Administración Nacional de Puertos
En setiembre de 1995 Montesdeoca fue designado por el gobierno de Sanguinetti como miembro del Directorio de la Administración Nacional de Puertos.
Ocupó la Vicepresidencia del Directorio durante tres años, hasta su renuncia en octubre de 1998, con un año de antelación a las elecciones nacionales y para dedicarse nuevamente a la actividad electoral, siendo sucedido a principios de 1999 por Washington García Rijo.

## Últimos años de actividad política
En las elecciones de 1999 fue nuevamente candidato a diputado por Florida para la XLV Legislatura (2000-2005), por la lista 8, sublema Foro Batllista.El Partido Colorado obtuvo 16.897 votos, de los cuales 3.618 fueron para la lista 8 y 5.229 para el sublema Foro Batllista, que fue superado internamente por el sublema Batlle Presidente. Este último recogió 11.574 sufragios, de los cuales 11.057 fueron para la lista 22 encabezada por Juan Justo Amaro Cedrés -hijo del intendente Amaro-para quien fue la banca adjudicada al Partido Colorado en el departamento.
En las elecciones municipales de 2000, las primeras separadas de las nacionales luego de la aprobación de la reforma constitucional de 1996, Montesdeoca se postuló a la Intendencia de Florida por la lista 8, sublema Por una Intendencia para todos.Obtuvo 2.370 votos, siendo ampliamente derrotado a nivel interno por el intendente saliente Juan Justo Amaro, quien consiguió 15.233. De todos modos, el Partido Colorado, con un total de 17.520 votos, perdió la elección y la Intendencia con el Partido Nacional, que obtuvo 18.561, siendo electo intendente Andrés Arocena.
En las elecciones internas de 2004 respaldó la precandidatura de Guillermo Stirling y figuró en cuarto lugar en la lista de candidatos a la Convención Nacional con la lista 8 y en segundo lugar a la Convención Departamental con la lista 318que con 546 votos quedó en segundo lugar, muy lejos de la lista 222 que obtuvo 3.839.No fue candidato en las elecciones nacionales de 2004 ni en las municipales de 2005, en las que promovió la candidatura de José Pedro Delgado a la Intendencia.la que en dicha ocasión fue conquistada por el Frente Amplio, siendo electo Intendente Juan Giachetto.

## Otros cargos y actividades
Se desempeñó como columnista y editorialista de los periódicos La Mañana y Ultimas Noticias.También fue docente en Enseñanza Secundaria y UTU de las asignaturas Educación Cívica, Introducción al Derecho e Historia Nacional.
Ocupó la presidencia de la Cámara de Comercio Uruguay-Corea.
A partir de 2001 fue miembro del directorio de Distribuidora Uruguaya de Combustibles Sociedad Anónima (DUCSA) empresa de creación y propiedad de ANCAP.

## Vida familiar. Fallecimiento y homenajes
Era hijo de Félix Alberto Montesdeoca y de María Celia Galagorri, quienes contrajeran matrimonio en Mercedes en junio de 1937.
Se casó en enero de 1965 con Nelly Margot Suárez González,con quien tuvo dos hijos, María de las Mercedes (1969) y Augusto César (1971) Montesdeoca Suárez.
Augusto Montesdeoca falleció el 17 de setiembre de 2005, pocos días antes de cumplir 67 años de edad. El gobierno de Tabaré Vázquez dispuso se le tributaran honores fúnebres a sus restos.
Desde 2020 una calle de la ciudad de Florida lleva su nombre.
Su esposa Nelly Suárez le sobrevivió casi 16 años y falleció en junio de 2021.